# 江口镇 (重庆市)
江口镇，是中华人民共和国重庆市武隆区下辖的一个乡镇级行政单位。

## 行政区划
江口镇下辖以下地区：
上街社区、下街社区、花园村、蔡家村、黄桷树村、三河村、黄草村、银厂村、荆竹坝村和谭家村。